# Диктатор (игра)
Игра «Диктатор» — базовый эксперимент на выявление неэгоистических предпочтений, часто используемый в поведенческой экономике, психологии и прочих сферах. «Диктатор» является модификацией другой игры на делёж — «Ультиматума». Результаты данного эксперимента противоречат модели «экономического человека», впервые выдвинутой Адамом Смитом, а также «эгоистической модели», которая предполагает, что функция полезности индивида не зависит от полезности других людей.

## Описание
Несмотря на то, что эксперимент называется «игрой», взаимодействия в нём не предполагается, в отличие от игры «Ультиматум», предшествующей «Диктатора». В эксперименте участвуют два игрока, одному из которых, «диктатору», выдается некоторая сумма денег, которую он на своё усмотрение делит между собой и вторым участником, «жертвой». Последний обладает пассивной ролью и принимает ту сумму, которую ему выделил «диктатор».

## История возникновения
Первой игрой на делёж была игра «Ультиматум», в упрощенной форме которой участие принимали два игрока, делившие между собой 1 или 10 немецких марок. Первый игрок сообщал долю, которую он собирается оставить себе от выданной суммы, второй игрок мог выбрать один из вариантов: забрать оставшиеся после дележа деньги себе или не принимать решение первого игрока. В первом случае выигрыши участников совпадали с решением, принятым первым игроком, во втором — оба оставались ни с чем. В 1980-х Даниел Канеман видоизменил игру, добавив третьего участника, который мог увеличить выигрыш игрока, выбравшего меньшую долю при распределении суммы денег, при условии небольшого вычета из собственной выплаты. Как отдельный эксперимент игра «Диктатор» была отделена от «Ультиматума» в работе Форсайта Р.. В ней второй игрок не имеет влияния на распределение выданной суммы денег. Игра «Диктатор» стала популярной среди экспериментаторов: только за 2008 год было опубликовано 30 новых статей с этой игрой.

## Результаты экспериментов
По результатам более 600 экспериментов вопреки «эгоистической модели» участник с ролью диктатора оставляет жертве в среднем около 20 % от всей выданной суммы, что на 10-20 % меньше, чем в игре «Ультиматум». В некоторых экспериментах эта доля доходила до 50 %, только в 6 из 616 сессий она составляла 0 %. Около 2/3 участников предлагают жертве хоть какую-либо сумму денег. В каждом отдельном эксперименте в распределении предлагаемых долей в среднем около 36 % «диктаторов» отдают 0 % от суммы, 17 % отдают 50 % от суммы, другие дележи выбирают не более 9 % игроков. Согласно мета-исследованию Энгеля, с возрастом люди склонны отдавать больше. Пенсионеры дают более чем на 30 % больше среднего, дети — более чем на 10 % меньше. Идентифицированность диктатора, получение социального сигнала и приезд из развивающейся страны также положительно влияют на его щедрость относительно «жертвы». Хоть 64 % участников не следуют гипотезе о том, что людьми движет увеличение лишь их собственного благосостояния, 36,11 % диктаторов оставляют всю сумму себе. Следовательно, такая черта как щедрость не является качеством, которым наделены все вида homo sapiens. Одной из возможных причин неэгоистичных предпочтений помимо влияния социальных норм, этики, самоотбора, маленького размера выигрыша может быть избегание неравенства.

## Модификации
Существует множество вариаций игры «Диктатор». Одни из них ограничивают выбор диктатора: например, он может отдать либо половину суммы, либо не отдать ничего. Другие, наоборот, направлены на расширение возможностей. Несколько из них были придуманы Джоном Листом, который поставил под сомнение внешнюю валидность игры «Диктатор». В его работе оба игрока получали 5 долларов за участие в эксперименте, дополнительные 5 долларов «диктатор» мог распределить между собой и «жертвой». Модификации:
- Возможность диктатора не только распределить свои 10 долларов, но и забрать 1 доллар у жертвы.
- Возможность диктатора не только распределить свои 10 долларов, но и забрать 5 долларов у жертвы.
- Распределение ролей не случайным образом, а по результатам тестов. Диктаторами становятся участники с более высокими баллами. Остается возможность забрать 5 долларов у жертвы.